# Dominik Schneider (Basketballspieler)
Dominik Schneider (* 30. Oktober 1985 in Würzburg) ist ein ehemaliger deutscher Basketballspieler. Nach seinem Einstieg in den Profibasketball und der Teilnahme an der U20-Europameisterschaft in Moskau bestritt Schneider für Bamberg zehn Spiele in der Basketball-Bundesliga. Beruflich wurde er als Arzt tätig.

## Laufbahn
Dominik Schneider spielte als Jugendlicher beim TSV Wiesentheid in der Oberliga. Von dort aus wurde er nach seinem Abitur 2005 zum Rookie Allstar Game der ersten Basketball-Bundesliga eingeladen. Aufgrund seiner Leistungen wurde er in die U20-Nationalmannschaft aufgenommen und nahm mit dieser an der U20-Europameisterschaft in Moskau teil. Daraufhin wurden mehrere Vereine auf ihn aufmerksam und so bekam Schneider die Chance, in der Saison 2005/06 für den TSV Tröster Breitengüßbach, dem Farmteam von Brose Bamberg, in der 2. Bundesliga Süd zu spielen. Gleichzeitig begann er in Bamberg ein Lehramtsstudium in den Fächern Latein und Französisch. 2006 wurde er in der 2. Bundesliga zum Youngster des Monats Dezember gekürt. In der darauf folgenden Saison trug Schneider das Trikot von Dimplex Falke Nürnberg in der ProA. Er blieb auch im Jahr darauf in Franken und spielte mit einer Doppellizenz für die Brose Baskets und die Franken Hexer. Dabei wurde er sowohl in der Basketball-Bundesliga als auch bei zwei Spielen im europäischen Vereinswettbewerb Eurocup eingesetzt.
Die nächsten beiden Jahre war Schneider, der lange von Klaus Perneker gefördert wurde, in der ProB tätig und spielte für die s.Oliver Baskets in seiner Heimatstadt Würzburg und anschließend in der Saison 2010/11 für den Nürnberger Basketball Club.
Schneider schloss sich 2011 bis 2013 den Kirchheim Knights an und verhalf diesen 2012 zum sportlichen Aufstieg in die Bundesliga. Nach Abschluss der Saison legte Schneider ein Jahr Pause ein, bestand das erste Staatsexamen für das Lehramt und begann im April 2013 ein Medizinstudium. Ab 2014 wurde er erneut von den s.Oliver Baskets verpflichtet und machte den Aufstieg in die erste Bundesliga mit.
Schneider beendete seine Profikarriere nach dem Aufstieg 2015, um sich auf seine Laufbahn als Mediziner zu konzentrieren. Im Mai 2020 erlangte er die Zulassung als Arzt. In der Saison 2020/21 spielte er wieder Basketball, nämlich bei der TG Veitshöchheim in der 1. Regionalliga Südost. Im Oktober 2020 legte Schneider im Fach Humanmedizin an der Julius-Maximilians-Universität Würzburg seine Doktorarbeit Systematische Videoanalyse von Verletzungen im Profibasketball der Männer vor.